# Estación San José
Estación San José är en ort i Mexiko.   Den ligger i kommunen Fresnillo och delstaten Zacatecas, i den centrala delen av landet, 600 km nordväst om huvudstaden Mexico City. Estación San José ligger 2 092 meter över havet och antalet invånare är 3 487.
Terrängen runt Estación San José är lite kuperad, och sluttar brant österut. Runt Estación San José är det ganska glesbefolkat, med 38 invånare per kvadratkilometer. Närmaste större samhälle är Fresnillo, 8,9 km väster om Estación San José. Omgivningarna runt Estación San José är i huvudsak ett öppet busklandskap.